# Assaig d'aproximació a "falles folles fetes foc"

Assaig d'aproximació a "falles folles fetes foc" est un roman expérimental d'Amadeu Fabregat publié en 1974.
Écrit en catalan, l'ouvrage, combinant divers genres littéraires, traite de la ville de Valence et de la fête valencienne des fallas.
En 1973, il remporte le prix Andròmina de narrativa lors de la première édition des Premis Octubre. À l'occasion du 45e anniversaire de sa publication en 2019, il fait l'objet d'une réédition augmentée en deux volumes, le deuxième volume rassemblant un appareil critique avec des textes de plusieurs spécialistes de littérature catalane contemporaine.

## Présentation

### Généralités
Assaig d'aproximació a "falles folles fetes foc" est l'ouvrage qui fait connaître au grand public Amadeu Fabregat, alors jeune auteur âgé de 24 ans, jugé prometteur dans les milieux de la culture et du journalisme en langue catalane.
Fabregat commence la rédaction du texte en 1972.
La structure du texte, volontairement chaotique, est la cause de multiples erreurs figurant dans l'édition originale. L'éditeur original Jesús Figuerola affirme : « Pour un typographe de l'époque la structure du roman était un cauchemar, ». 
« Érem lletraferits i érem, també, inèdits, ben maleïts als cenacles literaris de la Ciutat » (« Nous étions férus de littérature et nous étions, aussi, inédits, bien maudits dans les cercles littéraires de la Ville ») exprime le narrateur d'Assaig d’aproximació a ‘Falles folles fetes foc’. La Valence qui rencontre la contre-culture est une ville grise, avec un point focal générant un mouvement d'aimantation, qui « avait répandu ses attributs dans tous les quartiers de la ville » («havia esventat els seus atributs per totes les contrades de la Ciutat»). « La littérature n'existait donc pas dans la Ville et l'écrivain était condamné d'avance à l'onanisme le plus ennuyeux » («La literatura, doncs, no existia a la Ciutat i l'escriptor estava per endavant condemnat a l'onanisme més avorrit»). Contre cette situation et cet ennui se produit une réaction avec un changement esthétique, un élan vers la modernité. Amadeu Fabregat était récemment arrivé à Valence « imprégné de l'atmosphère 'gauche divine' de la Barcelone du Bocaccio, et faisait office de journaliste culturel, critique littéraire et chroniqueur curieux, avec un langage amusant, voire audacieux ». Un monde littéraire différent était en train d'émerger, avec une créativité hétérodoxe, dont l’anthologie Carn fresca (« Chair fraîche », 1974), rassemblant des textes de jeunes poètes valenciens en langue catalane et éditée par Fabregat, est un exemple.

### Description
Le titre du roman — littéralement « Essai d'approche à « Fallas Folles Faites Feu » » — est une « déclaration d'intentions » ouvertement provocatrice et annonce le contenu du texte. 
La couverture de l'édition originale d'Assaig d'aproximació a "Falles Folles Fetes Foc" représente le visage « biblique » d'Amadeu Fabregat entouré d'un delirium tremens ornemental inspiré de l'affiche du film Tuset Street (en) (1968), réalisé par Luis Marquina et interprété par Sara Montiel. 
L'ouvrage combine des éléments de roman, de théâtre, d'essai et de poésie,. Assaig d'aproximació... est écrit sans alinéa et avec peu de points. Il s'agit d'une fiction sous la forme d'une approche à une œuvre qui se présente, tantôt comme un essai, tantôt comme une pièce de théâtre et tantôt comme un roman, avec une forte charge générationnelle.
Selon Fabregat, le roman « avait été construit uniquement pour agacer et déplaire à tant d'amateurs morbides de l'histoire en minuscule et du témoignage, ».  
Le narrateur utilise la 3ème personne du pluriel, ELLS (« Ils ») — la Ville, qui est le passé historique, l'histoire de la Ville comme paradigme de l'Histoire. Le personnage est lié à la CIUTAT (Cité ou Ville) : il recueille les souvenirs personnels, les propositions de rébellion, les chemins vers la maturité, les frustrations individuelles et collectives vécues par le préfacier et ses compagnons, l'initiation sexuelle individuelle, le processus éducatif et également l'attitude envers les fallas, la grande fête de la ville de Valence. le personnage Lluís Montanyà, à partir d'une série d'événements se retrouve confronté à un sentiment de « déficit de patrie » qui le conduira à une investigation désespérée sur son passé historique et à la découverte d'un peuple et d'une collectivité sociale,. 
Dans cette œuvre sont définis tous les éléments de la personnalité nationale, et Montanyà étudie le passé et le présent. Il s'agit d'une lutte contre l’histoire cachée, et une affirmation comme outil idéologique de révolte : une proposition de « rectification » de l’évolution historique. Le présent de la Ville est le paradigme de l’Histoire adverse. Montanyà tentera de démontrer que son évolution négative n’a pas été l’œuvre d’un processus innocent, mais clairement conscient et intentionnel,. 
Le NOSALTRES (« NOUS ») du texte définit une série de caractéristiques générationnelles. C'est la société des jeunes, le présent et l'avenir de la Cité. En revanche, le personnage ELLS (« EUX »), écrit au pluriel, est représenté par une orthographe au singulier mais qui inclut une idée de pluralité : la Ville / Cité. Mais la Ville n’est pas tout le monde, et elle n’intègre pas le NOSALTRES du seul fait que ce dernier y vit. La Cité est la partie de ses habitants — Ells — qui ont consciemment ou inconsciemment défendu le statu quo de la falsification de l’Histoire et l’immobilité, qui est la situation contre laquelle le Ell (« Lui ») et Nosaltres se révoltent. La Cité, ce sont ceux qui ont renoncé à leur identité et en ont assumé, ou inventé, une autre et qui, de plus, attendent de tous qu'ils fassent de même. Ils n’ont jamais assumé l’identité que ELL – Nosaltres – recherchent, ; ils la rejettent et la combattent, même. Ils sont responsables d’une Histoire officielle qui est une falsification et en cache une autre. La Cité est l’ordre historique établi, l’ordre officiel, :
« «[...] diuen que també la Gran Plaça, matriu meretriu de la Ciutat, pot enfrontar-se, car al dessota hi ha uns urinaris que amb el temps i mitjançant ordres que mai ningú no pogué escatir d'on venien, esdevingueren la mena d'hipogeus que ara custodien arxius inconeguts, cròniques vetustíssimes i documents ciutadans. »
« [...] on dit que même la Grand Place, la matrice mérétrice de la Ville, peut résister, car en dessous il y a des urinoirs qui, au fil du temps et par des ordres dont personne n'a jamais pu deviner d'où ils venaient, sont devenus des sortes d'hypogées qui gardent aujourd'hui des archives inconnues, des chroniques très anciennes et des documents citoyens. »
L'Histoire que cherchent JO (« Moi »), ELL et NOSALTRES a été dévertuée, au fil des siècles, par l'Histoire quotidienne de ELLS. Ses valeurs sont l’affirmation de toute une série de ressources destinées à tromper et à éloigner le redressement de l’Histoire de la Ville. Les références à la Ville sont constantes tout au long du texte : «grisor il·limitada de la Ciutat » (« grisaille illimitée de la Ville »), «ciutat narcotitzada» (« ville sous narcotiques »), «circ inestroncable i àdhuc grotesc» (« cirque indestructible et même grotesque »), «cau indigne, » (« tanière indigne »). Les références à la vie de la Ville sont fréquentes à travers l’univers de la Fête. Les attributs de cette Ville sont ceux de la misère humaine et intellectuelle et ceux de la Fête, ceux de la Folie. La Fête est alors vu comme une manifestation de Ells, Ville où le Nous ne veut jamais, ou ne peut pas arriver  à y participer. La Fête (FESTA), bien qu’elle soit extérieure à NOSALTRES, fonctionne comme l’un des éléments les plus définitoires de la Ville,.
Le Feu (Foc) est la personnification de la Fête qui apparaît tout au long du récit : Feu, Brogit (« Vacarme »), Llum (Lumière), toujours avec des majuscules, sont présents tout au long du texte. Il s’agit d’une caractérisation très festive de Valence, mais dans le texte elle prend le sens de débauche et de folie. C'est le signe de la destruction, l'un des éléments centraux du Fête. La fête, ce sont les fallas, un élément qui définit la Ville et que Eux refusent, même si c'est le topique qui identifie la ville.
Une ville qui n’est plus agricole, mais qui n’est pas industrielle non plus. La présence de la huerta et son inclusion dans la vie de la Cité sont importantes, :
« I els solcs no eren ja rectilinis, i perdien la seva simetria, ferits per maons i ciments, per bigues d'acer poderoses, i estava el camp, tot el camp, agonitzant d'hora en hora, fent-se Ciutat a despit de les revenges de la terra. »
« Et les sillons n'étaient plus rectilignes, et ils perdaient leur symétrie, blessés par des briques et le ciment, par les puissantes poutres d'acier, et le champ était là, le champ tout entier, mourant d'heure en heure, devenant une Cité malgré les vengeances de la terre. »
La Ville est le miroir d’une société en transformation, où les valeurs sont en cours d'inversion. Une ville qui cache une ville souterraine, avec des réminiscences du passé, qui cache l'Histoire. Une ville immobiliste. Fabregat fait alterner deux visions différentes de la ville : l'une qui veut changer, qui veut être moderne, où les nouvelles idées ont modifié les perceptions et les modes de vie. Une ville témoin de lieux et d'angoisses : la faculté de lettres, le monde universitaire des snobs et de petites cultures iconoclastes qui se glisse entre la parole et les étudiants révoltés contre une certaine grisaille et contre sa redécouverte, celle d'une langue et d'un pays escamotés par le temps. Un «dèficit aclaparador de Pàtria que, a hores d'ara, tempto de superar amb aquests fulls» (« déficit écrasant de Patrie que, à ce stade, j’essaie de surmonter avec ces pages »). Cela pousse le personnage à enquêter sur le passé historique, à la recherche d’une identité collective qui lui a été soustraite. Le texte de référence d'Assaig d'aproximació a Falles folles fetes foc est un retour à l'Histoire mais c'est aussi un retour à la grammaire, à la langue. Cette référence, constante tout au long du livre, rend les deux aspects indissociables, car l'histoire collective, la recherche d'une identité nationale, est consubstantielle à la redécouverte et à l'apprentissage de la langue des personnages. La langue est une marque différenciatrice de la conscience nationale : «La sintaxi ens nua a la terra» (« La syntaxe nous lie à la terre »). La recherche d'une identité historique qui doit être conquise pour l'avenir, celle du Pays Valencien. Une lutte constante contre la Ville officielle qui leur est opposée, la Ville qui capitalise et instrumentalise ses fêtes populaires, les fallas, qui deviennent, aux mains de la politique officielle, un cliché dépersonnalisant de la Ville elle-même. D’autres qui ont précédé Lluís Montanyà dans son entreprise sont morts, symboliquement brûlés.
Il y a aussi dans le roman la Ville régionale, construite par les pouvoirs publics avec l'objectif de consolider l'image régionale. Une ville où l’autre partie n’a pas sa place. La Fête est instrumentalisée par les représentants officiels de la Ville. La ville est Valence, bien qu'elle ne soit mentionnée à aucun moment. La Ville n'est pas isolée de son contexte social et géographique, constamment présent tout au long du livre et, par conséquent, il est possible d'en conclure que le référent de la Ville est tout le Pays Valencien, le cap i casal, une idée que Ricard Pérez Casado tâchera de mettre en pratique lors de son mandat à la tête de l'ayuntamiento.

## Réception critique
Au moment de la publication de l'ouvrage, Josep Iborra le décrit comme « l'expérience de plusieurs jeunes faisant face au problème de concilier l'engagement moral qu'exigeait la fidélité à leur pays et l'éclectisme d'une « modernité » qui les déracinait moralement ».

## Premis Octubre
En 1973, les Premis Octubre apparaissent, organisé par Editorial Tres i Quatre avec une volonté modernisatrice, d'aider à la rénovation de la littérature valencienne en langue catalane. Assaig d'aproximació a "falles folles fetes foc" remporte le prix Andròmina de narrativa (récompensant un roman) de cette première édition, délivré par un jury prestigieux composé de Vicent Andrés Estellés, Raimon, Maria Aurèlia Campany, Josep Iborra et Joan Francesc Mira.

## Réédition de 2019
À l'occasion du 45e anniversaire de sa publication en 2019, Assaig d'aproximació a "falles folles fetes foc" fait l'objet d'une réédition augmentée en deux volumes. Le premier contient une édition révisée du texte original, avec des corrections de l'auteur et des éditeurs, tandis que le deuxième volume rassemble un appareil critique avec des textes parus à l'époque de la parution du roman et d'autres plus récents. Les auteurs de ce second volume sont des spécialistes de littérature catalane contemporaine : Carles Fenollosa, Josep Faulí (es), Josep Iborra, Vicent Simbor (ca), Ferran Carbó (ca), Àlex Broch (ca), Joan Oleza (es) et Margalida Pons (es).